# Petar Radew
Petar Radew (bulgarisch Петър Радев; * 6. Juli 1948) ist ein ehemaliger bulgarischer Eishockeytorwart. 

## Karriere
Petar Radew nahm für die bulgarische Nationalmannschaft an den Olympischen Winterspielen 1976 in Innsbruck teil. Mit seinem Team belegte er den zwölften und somit letzten Platz. Er selbst kam im Turnierverlauf in sechs Spielen zum Einsatz. 